# 委員会の論理
「委員会の論理」（いいんかいのろんり）とは、美学者・中井正一の著作、及び、そこから生まれた思想。

## 著作
- 1936年、『世界文化』1月～3月号に発表[1]。

## 思想の概要
中井は、古代から現代にいたる論理構造の変遷の中に、現代的なものとして、「委員会の論理」の生成過程を見ようとした。中井によれば、ギリシャ哲学の「討論」の論理、中世神学の「思惟」の論理、近代科学・技術の「経験」および「技術」の論理を統合したところに「委員会の論理」は生まれる。それは、各人の思惟と討論によって作成された計画がその技術によって実行されその経験にもとづいて吟味され、再び討論にかけられる、という再帰的なかたちをとる。中井は、この著作により、思考と実践、個人と集団が独立したまま関わりあうような論理の形式を描こうとした

## 反響
『もてない男』の小谷野敦は本書を読んで、全く分からず（中井が専攻する）美学を専攻することを断念した。